# Histoplasma
Histoplasma — рід грибів родини Ajellomycetaceae. Назва вперше опублікована 1906 року.
Диморфні гриби, які зазвичай зустрічаються у фекаліях птахів та кажанів. Гістоплазмоз (хвороба Дарлінга — так її називають виключно тоді, коли гістоплазмоз виникає у людини) — інфекційна хвороба, яку спричиняє грибок Histoplasma capsulatum. 

## Галерея

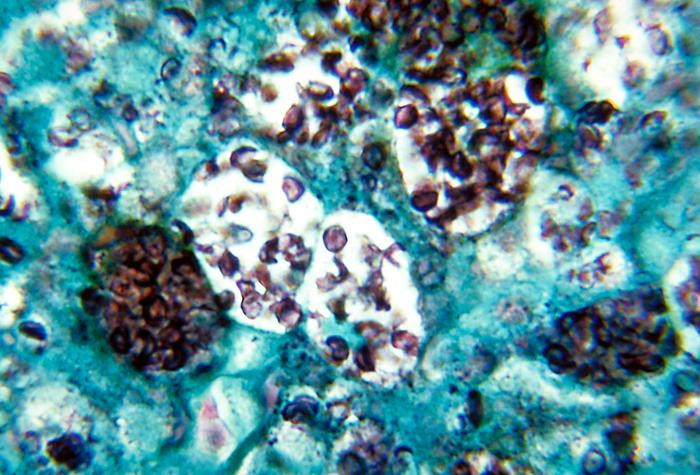
Histoplasmosis capsulatum
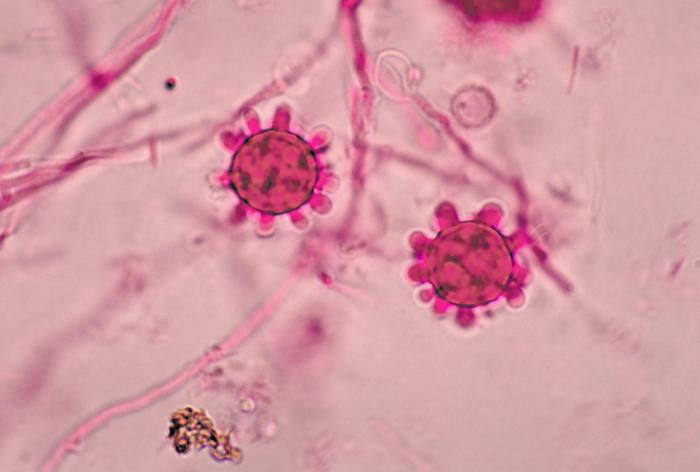
Конідія Histoplasmosis capsulatum